# Ouronarti
Ouronarti est le site d'une des forteresses établies sur une île du Nil en Nubie par les pharaons pour défendre leur frontière méridionale et contrôler les routes commerciales qui passaient par le Nil depuis le Soudan. Elle est donc l'une des nombreuses construites le long du Nil en Basse Nubie pendant le Moyen Empire (XIXe siècle avant notre ère), principalement par les souverains Sésostris Ier et Sésostris III.
« Ouronarti » est un mot nubien signifiant « île du roi ». C'est dans les faits une île du Nil juste au sud de la deuxième cataracte du fleuve au nord de l'actuel Soudan. L'importance de l'île réside dans l'ancienne forteresse massive qui se dresse toujours à son extrémité nord, celle-ci n'ayant pas été engloutie par la création du lac Nasser à la différence d'autres comme Bouhen.

## Histoire des fouilles
Ouronarti a été fouillé pour la première fois par l'archéologue britannique Noel F. Wheeler sous la supervision de George Andrew Reisner. L'examen préliminaire du site a eu lieu en mai 1924. Les fouilles se sont déroulées du 15 novembre 1928 au 16 janvier 1929 et du 5 février 1930 au 20 mars 1930. La publication de ces fouilles a été confiée à Dows Dunham.
On a longtemps pensé que la forteresse était sous l'eau ; elle a été récemment redécouverte par Derek Welsby. En 2012, le projet d'archéologie régionale d'Ouronarti (URAP) a été formé par Laurel Bestock (université Brown) et Christian Knoblauch (Académie autrichienne des sciences) pour enquêter sur Ouronarti. Le projet, qui est en cours, se concentre sur les relations coloniales et l'expérience vécue des anciens peuples sur Ouronarti et dans la région environnante. Les découvertes du projet comprennent un établissement extra-muros contemporain de la forteresse, appelé « Site FC », et des remaniements importants à l'intérieur de la forteresse.

## Forteresse
La forteresse de forme triangulaire d'Ouronarti est située en haut d'une île rocheuse, où elle a profité du passage étroit du Nil dans une zone portant le nom moderne de Batn-El-Hajar - le ventre des rochers. Se conformant étroitement à la topographie, le fort est en grande partie construit en briques de boue séchées au soleil, avec quelques fondations en pierre sous ses murs extérieurs lorsque ceux-ci sont posés sur les parties très escarpées de l'île. Les murs extérieurs mesurent cinq mètres d'épaisseur et étaient à l'origine probablement de dix mètres de haut ; ils ont été construits avec un treillis intérieur de troncs d'arbres, renforcé et nivelé par des couches de nattes de roseaux. La forteresse proprement dite a une longueur et une largeur d'environ cent-vingt mètres sur soixante mètres.
L'intérieur de la forteresse comporte des rues pavées en pierre, de grands greniers, des bâtiments qui pourraient être un centre administratif et la maison d'un gouverneur, ainsi que des casernes. Les casernes ont un plan similaire à celui des petites maisons connues dans d'autres colonies du Moyen Empire qui étaient planifiées par l'État, notamment El-Lahoun. De nombreux bâtiments à l'intérieur de la forteresse ont subi des modifications substantielles au fil du temps, indiquant des changements dans la vie sociale et l'administration. Les céramiques provenant des décharges d'Ouronarti suggèrent une occupation jusqu'à la fin du Moyen Empire ou au début de la Deuxième Période intermédiaire, mais pas au-delà. Un temple en pierre construit sur le site, juste à l'extérieur des murs de la forteresse, date du règne de Thoutmôsis III, roi de la XVIIIe dynastie, qui contrôlait une partie beaucoup plus importante de la Nubie que ses prédécesseurs et établissait ainsi une frontière bien au sud. Le temple d'Ouronarti était dédié à Sésostris III. Aucune population réelle sur le site n'est évidente à cette époque.
Hormis l'architecture elle-même, l'écrasante majorité des découvertes archéologiques de la forteresse d'Ouronarti sont des céramiques. Le volume de poterie provenant des premières fouilles de la forteresse était si élevé que seuls des récipients complets ont été enregistrés ; les décharges provenant à la fois de l'utilisation initiale de la forteresse, qui était régulièrement nettoyée par ses habitants, et des fouilles de Wheeler, couvrent de grandes parties de la zone située au sud de la forteresse. Parmi les types de céramiques les plus remarquables, on trouve des moules à pain, typiques de nombreux sites du Moyen Empire et indiquant l'approvisionnement de la garnison, et des récipients de cuisson nubiens, indiquant une interaction avec une population locale, bien qu'aucun établissement nubien contemporain ne soit connu dans la région immédiate.
Les découvertes inscrites à Ouronarti comprennent des empreintes de sceaux, des tampons en terre, des poteries, des fragments de papyrus et des stèles. La plupart des fragments de papyrus ne comportent que quelques caractères ; bien qu'ils soient donc largement illisibles, ils témoignent du haut niveau de documentation des activités administratives de la forteresse (voir les dépêches de Semna pour des documents mieux conservés de ce type d'activité). Les timbres en terre sont d'un type connu uniquement des forteresses ; représentant des captifs, plutôt que des inscriptions proprement dites, ils peuvent avoir été utilisés comme une sorte de jeton. Le grand nombre de scellements reflète les activités administratives ; ils étaient brisés sur des marchandises livrées dans des jarres et des boîtes, provenaient de lettres scellées et de portes scellées, et sont également fréquents dans d'autres forteresses nubiennes. Les centres d'administration locale sont également représentés par les trésoreries et les greniers à grains dont l'existence est également attestée par les sceaux. Les liens entre l'Égypte dans son ensemble et les forteresses sont représentés dans les sceaux du grand grenier du roi Sésostris III. L'existence suggérée d'une double vizirie partagée en Égypte à la fin du Moyen Empire est également illustrée par un sceau portant la mention « office du vizir du chef du Sud ».

## Site FC
Le site FC est un site extra-muros situé à environ 250 m au sud des murs de la forteresse. Découvert en 2012 et partiellement fouillé en 2013 et 2015, il est sensiblement différent du fort bien qu'il semble lui être contemporain. Occupant deux collines basses près de l'actuelle rive est de l'île, le site se compose d'au moins vingt-cinq concentrations de pierres dont les fouilles ont montré qu'il s'agissait des restes de cabanes en pierre sèche construites en pierre locale. Certaines huttes étaient des pièces uniques, d'autres des groupements de pièces plus élaborés. Les pièces ont un diamètre de 2,5 × 4 mètres et étaient circulaires ou semi-circulaires. Le site FC tel qu'il a été observé couvre une superficie d'environ 2 000 mètres carrés, mais les photographies aériennes prises dans les années 1950 suggèrent que le site d'origine pouvait s'étendre sur toute la côte est de l'île.
L'une des huttes fouillées comportait un foyer et un brise-vent protégeant de grands récipients de stockage. Les céramiques provenant de l'enquête et des fouilles constituent un assemblage domestique de poterie égyptienne de la XIIe dynastie. Elle est donc contemporaine de la première phase d'occupation de la forteresse, bien qu'elle soit également plus pauvre que l'assemblage trouvé dans le fort, manquant de certaines formes communes et montrant des signes de cassure et d'usure dans une plus grande mesure que la poterie de la forteresse. Cette poterie, combinée à l'architecture de FC, qui est très différente de celle de la forteresse et d'un type plus généralement lié aux établissements nubiens du groupe C, soulève autant de questions qu'elle n'apporte de réponses.

## «Palais de Campagne»
En plus de la forteresse, Ouronarti possédait d'autres constructions en briques crues, dont la plus grande était un bâtiment rectangulaire que la littérature savante appelle le « Palais de Campagne ». Fouillé en dix jours par Wheeler, son architecture et les découvertes associées étaient insuffisantes pour fournir des preuves concluantes de sa date ou de sa fonction ; l'idée qu'il s'agissait d'un endroit où Sésostris III pouvait séjourner pendant sa campagne contre les Nubiens plus au sud est une suggestion colorée mais non prouvable. Cette structure se trouve aujourd'hui dans la zone qui est annuellement inondée par la montée du Nil, et est donc recouverte soit par l'eau, soit par le limon. L'URAP a effectué une magnétométrie à basse altitude pour essayer de voir si des vestiges du palais existaient encore ; les résultats n'ont pas été concluants.

## Stèle de la frontière deSésostrisIII
Une quasi-duplication du texte de la stèle de Semna de Sésostris III a été découverte à Ouronarti par Georg Steindorff, Ludwig Borchardt et H. Schäfer. L'inscription indique que les Nubiens ont attaqué les premiers et que Sésostris III les a obligés à battre en retraite. La stèle mesure 1,50 mètre de hauteur et 0,80 mètre de largeur et est en grès brun. Une discussion, une transcription et une traduction ont été publiées par J. Janssen. La stèle, qui fait partie des trésors du Musée national du Soudan, se lit comme suit :

« Horus : Divin des formes ; les deux dames : Divinité de la naissance ; l'Horus d'or : Il est venu à l'existence ( ?) ; le roi de Haute et Basse-Égypte : Rê est l'apparition de Ka, qui lui a accordé la vie, la stabilité et la richesse comme Rê pour l'éternité ; le fils de Rê de son (propre) corps : Sésostris III, qui lui a accordé la vie, la stabilité et la richesse comme Rê pour l'éternité !
Ligne 1 : Stèle réalisée en l'an 16, troisième mois d'hiver, lors de la construction de la forteresse « Repousser les Iwentiu » [Ouronarti].
Ligne 2 : J'ai fait la frontière plus loin vers le sud que mes ancêtres et j'ai dépassé
Ligne 3 : ce qui m'a été légué. Je suis un roi qui parle, (et par lui) exécute ; ce que mon cœur projette est fait par ma main ;
Ligne 4 : agressif pour conquérir ; agissant résolument avec succès ; dans le cœur duquel le monde ne dort pas,
Ligne 5 : (mais) celui qui pense à ses clients qui se fient à la douceur ; ne pas être doux contre l'ennemi qui l'attaque ; attaquer
Ligne 6 : quand il est attaqué ; se taire si on se tait (contre lui) ; répondre à une parole selon ce qui s'y est passé (c'est-à-dire qui donne une réponse selon la nature de la question). Pour
Ligne 7 : se désister après avoir été attaqué la hardiesse le cœur de l'ennemi. Être agressif, c'est être courageux, se retirer, c'est de la timidité.
Ligne 8 : Vraiment peu viril est celui qui est débarrassé de sa frontière, car le Nubien entend
Ligne 9 : tomber à un mot (c'est-à-dire que le Nubien entend à peine ou qu'il tombe au [premier] mot.) ; la réponse de celui-ci le fait se retirer. Si on est agressif contre lui, il tourne le dos ; si on se retire, il tombe
Ligne 10 : dans l'agression. Ce ne sont pas des gens qu'il faut craindre ; ce sont des malheureux, au cœur brisé. Ma Majesté les a vus,
Ligne 11 : il n'y a pas de mensonge. (Car) j'ai capturé leurs femmes, j'ai ramené leurs habitants, je suis monté dans leurs puits
Ligne 12 : et tué leurs taureaux. J'ai arraché leur orge et j'y ai mis la flamme. Comme mon père vit pour moi ;
Ligne 13 : Je parle en vérité, sans qu'il sorte de ma bouche une parole de vantardise. Quant à chacun de mes fils
Ligne 14 : qui renforcera cette limite que Ma Majesté (la vie, la prospérité et la santé) a établie, il est mon fils, [et il est né pour]
Ligne 15 : Ma Majesté (vie, prospérité et santé) ; bon est un fils, l'aide de son père, et qui renforce [la frontière de]
Ligne 16 : celui qui l'a engendré. Quant à celui qui la perdra et ne combattra pas [en sa faveur],
Ligne 17 : il n'est pas mon fils et il n'est pas né pour moi. Maintenant [Ma Majesté (vie, prospérité et santé) a provoqué]
Ligne 18 : l'érection d'une statue de Ma Majesté (vie, prospérité et santé) sur cette frontière [que Ma Majesté (vie, prospérité et santé) a faite].
Ligne 19 : afin que vous y persévériez et que [vous combattiez en son nom]. »